# Joseph Sucher

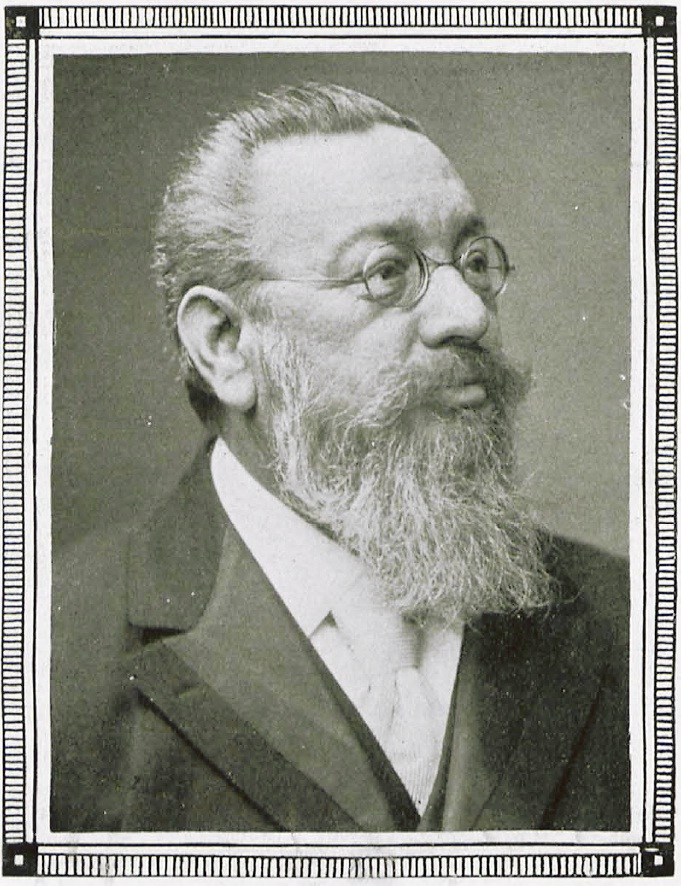
Josef Sucher, 1904

Joseph Sucher (* 23. November 1843 in Döbör (Doiber) (Stuhlbezirk St. Gotthardt, Komitat Eisenburg, Ungarn); † 4. April 1908 in Berlin) war ein österreichischer Komponist, Kapellmeister und Dirigent.

## Leben
Joseph Sucher erhielt seinen ersten Musikunterricht in Wien als Sängerknabe der kaiserlichen Hofkapelle, studierte später die Rechte, widmete sich aber schließlich ganz der Musik und übernahm nach absolviertem gründlichen Studium der Komposition unter Leitung Sechters die Direktion des Wiener akademischen Gesangvereins. Er war anschließend Korrepetitor an der Hofoper in Wien.
Nachdem er dann zeitweilig auch als Kapellmeister der Komischen Oper fungiert hatte, folgte er 1876 einem Ruf als Theaterkapellmeister an die Leipziger Oper, wo er sich namentlich um die Aufführung der Wagnerschen Musikdramen großes Verdienst erwarb. Im folgenden Jahr heiratete er die Sängerin Rosa Hasselbeck, eine der führenden Künstlerinnen an der Leipziger Oper. 1879 wurden beide an das Stadttheater nach Hamburg, 1888 an das Berliner Opernhaus berufen.
Joseph Sucher trat 1899 in den Ruhestand. Er starb am 4. April 1908 im Alter von 64 Jahren in Berlin und wurde auf dem dortigen St.-Hedwig-Friedhof an der Liesenstraße beigesetzt. Das Grabmal ist nicht erhalten.